# Вибори до Волинської обласної ради 2015
Вибори до Волинської обласної ради 2015 — вибори депутатів Волинської обласної ради, які відбулися 25 жовтня 2015 року в рамках проведення місцевих виборів у всій країні.
Вибори відбулися за пропорційною системою, в якій кандидати закріплені за 64 виборчими округами. Для проходження до ради партія повинна була набрати не менше 5 % голосів.

## Кандидати
Номери партій у бюлетені подані за результатами жеребкування:
| Номер у бюлетені | Назва                                 | Кількість кандидатів | Перший номер                       |
| ---------------- | ------------------------------------- | -------------------- | ---------------------------------- |
| 1                | ВО «Батьківщина»                      | 64                   | Карпюк Роман Петрович              |
| 2                | «Наш край»                            | 33                   | Кравчук Святослав Євгенович        |
| 3                | ВО «Свобода»                          | 64                   | Вітів Анатолій Миколайович         |
| 4                | «Блок Петра Порошенка „Солідарність“» | 65                   | Гунчик Володимир Петрович          |
| 5                | «Громадянська позиція»                | 48                   | Красуля Володимир Анатолійович     |
| 6                | Радикальна партія Олега Ляшка         | 56                   | Кучер Володимир Григорович         |
| 7                | «Нова держава»                        | 9                    | Кононович Олександр Адамович       |
| 8                | «Соціалісти»                          | 14                   | Ревіна Віта Степанівна             |
| 9                | «Об'єднання „Самопоміч“»              | 52                   | Імберовський Михайло Юрійович      |
| 10               | «Опозиційний блок»                    | 10                   | Башкаленко Олександр Костянтинович |
| 11               | Партія зелених України                | 29                   | Лебідь Володимир Володимирович     |
| 12               | Європейська партія України            | 29                   | Голєва Олена Василівна             |
| 13               | «Громадський рух „Народний контроль“» | 16                   | Данильчук Павло Петрович           |
| 14               | УКРОП                                 | 65                   | Палиця Ігор Петрович               |
| 15               | Аграрна партія України                | 55                   | Волошенюк Ігор Васильович          |

## Результати
| Місце | Партія                                | % голосів | Кількість голосів | Зміна % 2015 до 2010 | Усього місць |
| ----- | ------------------------------------- | --------- | ----------------- | -------------------- | ------------ |
| 1     | УКРОП                                 | 21,91 %   | 90 195            | —                    | 17           |
| 2     | «Блок Петра Порошенка „Солідарність“» | 17,81 %   | 73 308            | ▲ +16,80 %           | 13           |
| 3     | ВО «Батьківщина»                      | 15,95 %   | 65 678            | ▼ -7,41 %            | 12           |
| 4     | ВО «Свобода»                          | 8,70 %    | 35 825            | ▲ +1,26 %            | 7            |
| 5     | Радикальна партія Олега Ляшка         | 8,26 %    | 34 017            | —                    | 6            |
| 6     | «Об'єднання „Самопоміч“»              | 6,51 %    | 26 793            | —                    | 5            |
| 7     | «Наш край»                            | 5,18 %    | 21 305            | —                    | 4            |
| 8     | Аграрна партія України                | 4,67 %    | 19 218            | ▲ +4,08 %            | —            |
| 9     | «Громадянська позиція»                | 3,26 %    | 13 428            | ▲ +2,89 %            | —            |
| 10    | «Громадський рух „Народний контроль“» | 2,55 %    | 10 509            | —                    | —            |
| 11    | «Опозиційний блок»                    | 1,89 %    | 7766              | ▼ -16,97 %           | —            |
| 12    | Європейська партія України            | 1,20 %    | 4951              | ▲ +0,22 %            | —            |
| 13    | Партія зелених України                | 0,77 %    | 3157              | —                    | —            |
| 14    | «Нова держава»                        | 0,75 %    | 3101              | ▼ -1,64 %            | —            |
| 15    | «Соціалісти»                          | 0,59 %    | 2411              | ▼ -0,03 %            | —            |
|       | Усього голосів за партії              | 100 %     | 411 662           |                      | 64           |
|       | Недійсні                              | 4,03 %    | 17 267            |                      |              |
|       | Усього (явка 55,56 %)                 | —         | 428 960           |                      |              |